# Edno
Edno Roberto Cunha (Lages, 31 de maio de 1983) é um futebolista brasileiro que atua como centroavante. Atualmente é jogador-treinador do Bela Vista.

## Carreira
Foi revelado nas categorias de base do Avaí e convocado para a Seleção Brasileira Sub-20 em julho de 2002, para a disputa do Sul-Americano da categoria. Profissionalizou-se nesse mesmo ano pelo Leão e logo foi contratado pelo PSV Eindhoven, da Holanda.
No ano seguinte transferiu-se para o Viktoria Plzeň, da República Tcheca, e em seguida foi para o Wisła Kraków, da Polônia, onde conquistou o Campeonato Polonês de 2003.
Em 2004, foi para o Cruzeiro e lá conquistou o Campeonato Mineiro desse mesmo ano. Teve passagens por Figueirense, Novo Hamburgo, Noroeste, Atlético Paranaense e Portuguesa. Pela Lusa, onde chegou no final de abril de 2008, obteve destaque nacional após boas atuações na Série B e no Campeonato Paulista de 2009.
Em setembro de 2009, o atacante foi contratado pelo Corinthians. No dia 6 de fevereiro de 2010, contra o Sertãozinho, em partida válida pelo Campeonato Paulista, marcou seu primeiro gol com a camisa corintiana. No dia 22 de fevereiro, o Corinthians anunciou a lista dos jogadores que iriam disputar a Copa Libertadores, e Edno ficou de fora. Por esse motivo, acertou empréstimo com o Botafogo para o restante de 2010, retornando ao Corinthians em 2011. Edno participou de apenas dois jogos do Corinthians no Campeonato Brasileiro daquele ano. Ao todo, realizou 27 partidas e marcou dois gols pelo Timão.
Retornou a Portuguesa em 1 de junho de 2011, sendo emprestado até o final do ano. O jogador, que completou 100 jogos pela Lusa no dia 1 de novembro e ainda sagrou-se campeão da Série B, foi o grande nome do time que ficou conhecido como "Barcelusa". Em janeiro de 2012, Edno faturou mais um título com a camisa lusitana: o Troféu Sócrates, amistoso realizado no Pacaembu em que a Portuguesa ganhou do Corinthians por 1–0.
No fim de janeiro do mesmo ano, acertou com o Tigres, do México.
No segundo semestre de 2014, fechou contrato com o Vitória para a disputa do Campeonato Brasileiro. No rubro-negro baiano, foi autor de um belíssimo gol de bicicleta na vitória por 3–1 sobre o Criciúma.
Retornou à Portuguesa em janeiro de 2015, dando início a sua terceira passagem pelo clube para a disputa do Campeonato Paulista. No entanto, após péssimas atuações e sem nenhum gol marcado pela Portuguesa, Edno acertou com o ABC em maio, assinando contrato até o final do ano. Em outubro do mesmo ano teve seu contrato rescindido com o clube potiguar.
Em janeiro de 2016, acertou com o São Bento. No mesmo ano vestiu a camisa do Remo, tendo marcado sete gols em 16 jogos disputados.
Em 2017, Edno jogou o Paulistão, campeonato regional de São Paulo pelo São Bernardo, onde marcou apenas três gols na fraca campanha do clube no campeonato, que culminou no rebaixamento do Bernô para a Série A2 de 2018.
No fim de abril do mesmo ano, acertou com o Botafogo-SP para a disputa da Série C do Brasileiro.
Contratado pelo América Mineiro em agosto de 2017, Edno estreou pelo Coelho em 15 de setembro, entrando no 2º tempo para marcar o gol de empate contra o Ceará.
Em agosto de 2018, foi anunciado pelo Atlético Tubarão para a disputa da Copa Santa Catarina.
No dia 28 de março de 2019, acertou sua volta ao Remo. Dois meses depois, o experiente atacante foi contratado pelo Brasiliense. Deixou o clube em 2020, onde somou 10 partidas disputadas e apenas um gol marcado.

## Estatísticas

### Gols pelo Corinthians
|      | Data           | Local                          | Placar | Resultado | Adversário  | Gols | Competição |
| 2010 | 2010           | 2010                           | 2010   | 2010      | 2010        | 2010 | 2010       |
| ---- | -------------- | ------------------------------ | ------ | --------- | ----------- | ---- | ---------- |
| 1.   | 6 de fevereiro | São Paulo, Pacaembu            | 4–0    | 4–0       | Sertãozinho | 1    | Paulista   |
| 2011 |                |                                |        |           |             |      |            |
| 2.   | 17 de abril    | Santo André, Bruno José Daniel | 2–0    | 2–0       | Santo André | 1    | Paulista   |

## Títulos
Wisła Kraków
- Campeonato Polonês: 2003

Cruzeiro
- Campeonato Mineiro: 2004

Botafogo
- Campeonato Carioca: 2010

Portuguesa
- Campeonato Brasileiro - Série B: 2011

América Mineiro
- Campeonato Brasileiro - Série B: 2017

Remo
- Campeonato Paraense: 2019

### Outras conquistas
Botafogo
- Taça Guanabara: 2010
- Taça Rio: 2010

Portuguesa
- Troféu Sócrates: 2012